# Kinderbildungsgesetz
Das Kinderbildungsgesetz ist ein Gesetz des Landes Nordrhein-Westfalen, das die Struktur und Finanzierung der Tageseinrichtungen für Kinder neu gestaltet.

## Entstehung und Absicht des Gesetzes
Das Gesetz löst das alte Gesetz über Tageseinrichtungen für Kinder des Landes ab und setzt die Vorgaben des Bundes um, die mit dem Tagesbetreuungsausbaugesetz und dem Kinder- und Jugendhilfeweiterentwicklungsgesetz in das Achte Buch Sozialgesetzbuch aufgenommen wurden. Die Förderung und Bildung von Kindern sollen ebenso verbessert werden wie die Vereinbarkeit von Familie und Beruf.
Der Referentenentwurf wurde am 20. März 2007 den Wohlfahrtsverbänden vorgelegt. Der abschließende Entwurf wurde am 22. Mai 2007 vom Kabinett beschlossen. Am 28. und 29. August 2007 fand im Plenarsaal des Landtags eine öffentliche Anhörung statt. Der Landtag Nordrhein-Westfalen beschloss am 25. Oktober 2007 das KiBiz mit Wirkung zum 1. August 2008. Im Gesetzgebungsverfahren wurde festgelegt, die Wirkung des Gesetzes nach drei Jahren zu überprüfen.
Die Zahl der Plätze für Kinder mit einem Alter unter drei Jahren sollte von 16.000 (2007) auf 90.000 (2010) erhöht werden. Etwa 3.000 der 9.700 Tageseinrichtungen für Kinder sollten bis zum Jahr 2012 zu Familienzentren ausgebaut werden. Die Ausgaben des Landes für die Kinderbetreuungen sollten von 819 Millionen Euro (2007) auf 1,09 Milliarden Euro (2010) steigen. Die Öffnungszeiten der Einrichtungen sollten flexibler gestaltet werden. Insbesondere sollten Maßnahmen zur Sprachentwicklung unterstützt werden; dafür wurde im Bedarfsfalle eine zusätzliche Förderung in Höhe von 340 Euro jährlich vorgesehen.

## Kritische Stimmen zum Gesetz und dessen Änderung
Viele Träger von Tageseinrichtungen befürchteten finanzielle Erschwernisse und riefen zu Protestkundgebungen auf.
Um durch detailliertere bedarfsgerechte Buchung der Betreuungszeiten einen Abbau von Personal zu vermeiden, gingen einige Träger dazu über, in der reinen 25-Stunden-Vormittagsbetreuung keine Förderveranstaltungen mehr anzubieten. Diese sind nur bei der Buchung der (teureren) 35- oder 45-Stunden-Betreuung für Kinder zugänglich. Hierdurch wird implizit Entscheidungsdruck zugunsten längerer Betreuungszeiten aufgebaut.
Die Gebühren für die Eltern können seit 2006 von den Kommunen festgelegt werden und werden meist in Abhängigkeit vom Bruttoeinkommen gestaffelt. Verbände kritisierten, dass sie seit 2006 stark angestiegen seien. Von einem Wohnort zum anderen können sie sich um ein Vielfaches unterscheiden. Der WDR berichtete 2009, dass die Höchstbeiträge für die 45-Stunden-Betreuung von unter Dreijährigen zwischen 235 Euro und 1.085 Euro variierten.
Am 29. Juli 2011 wurde die lang diskutierte erste Anpassung des KiBiz durch das sog. Erste Kibiz-Änderungsgesetz im Gesetz- und Verordnungsblatt NRW verkündet. Durch das Änderungsgesetz wurde u. a. das letzte KiTa-Jahr beitragsfrei. Zahlreiche Städte und Gemeinden kritisierten diesen Schritt; ihrer Auffassung nach entlastet die Beitragsfreiheit vor allem jene besser verdienenden Familien, die auch das letzte Kindergartenjahr ohne Weiteres bezahlen könnten.